# Forces armées des Philippines
Les Forces armées des Philippines (en anglais : Armed Forces of the Philippines - AFP, en tagalog : Sandatahang Lakas ng Pilipinas, comprennent une armée de terre, une marine et une force aérienne. Il s'agit d'une armée entièrement professionnelle qui a un total de 200 000 personnels actifs et plus de 170 000 réservistes en 2013. Elle connaît un programme de modernisation de toutes ses composantes depuis 2012.
Leur quartiers-généraux sont situés à Camp Aguinaldo basé à Quezon City et leur académie militaire à Baguio. Elles sont rattachés au Department of National Defense (ou « DND » pour Département de la Défense Nationale).
Durant la guerre froide, elles ont notamment participé à la guerre de Corée et à la guerre du Viêt Nam. Les Philippines sont par ailleurs la proie d'une insurrection islamiste et communiste depuis 1969. Elles font face aux tensions territoriales en mer de Chine méridionale et sont engagées depuis 2001 aux côtés des États-Unis dans la guerre contre le terrorisme bien que les relations diplomatiques entre les deux pays sont parfois houleuses. Les forces armées des deux pays partagent cependant de nombreux points communs et sont liées par un traité de défense mutuel depuis 1951.
Leur commandant en chef en est le président de la République des Philippines, Ferdinand Marcos Jr. Les chefs d’État-major des armées (ou Chairman of the Joint Chiefs) sont nommés par le président et occupent le poste pour une durée de trois ans depuis la loi RA 11709 de 2022.
Elles disposent d'un budget de 315,1 milliards de PHP soit environ 5,3 milliards de dollars en 2025.

## Organisation des forces

### Armée de terre

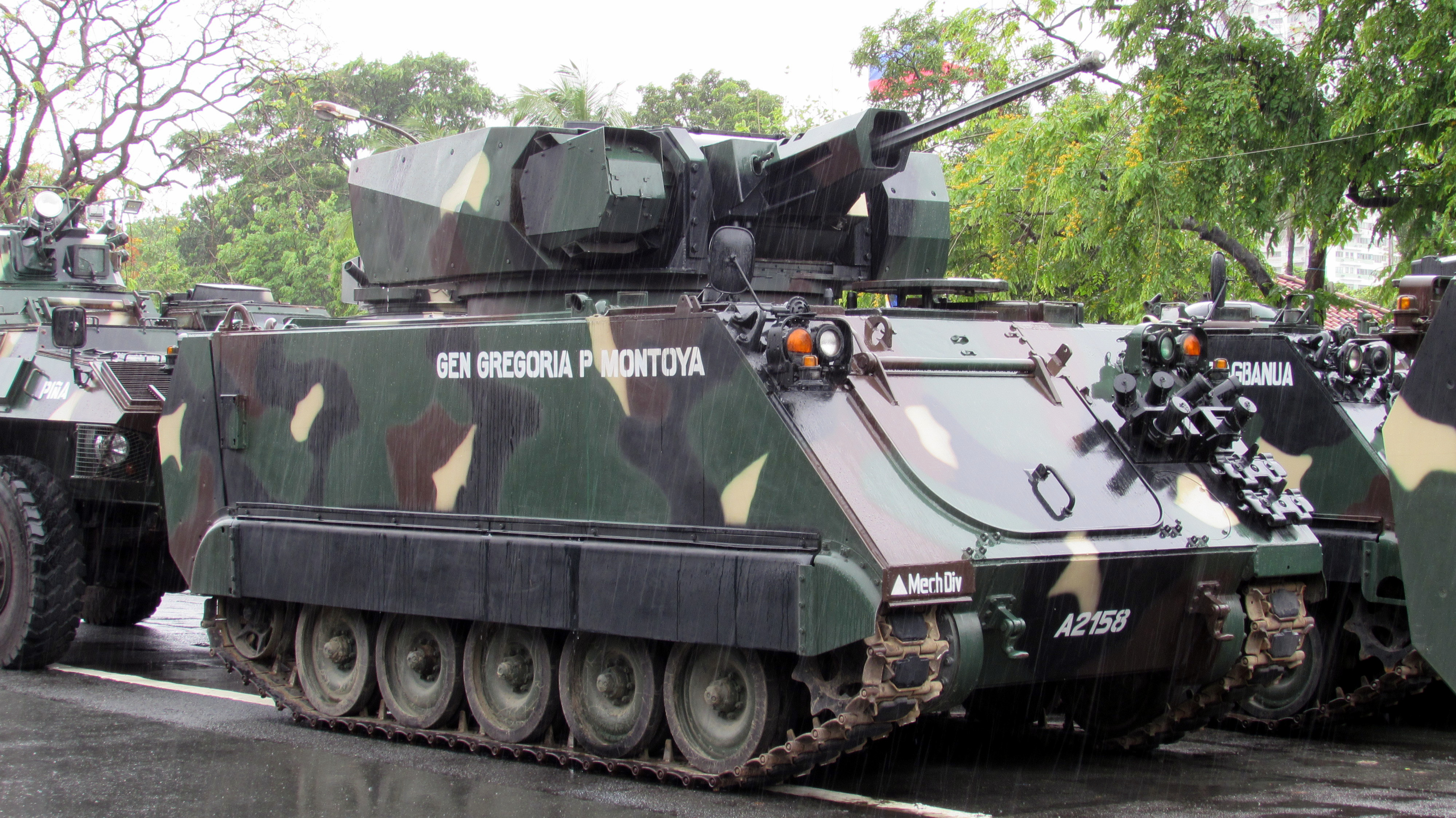
Un M113A2 doté d'un tourelleau télé-opéré de 25 mm en 2018

La création de l'armée de terre philippine trouve ses racines en 1892 lorsqu'Andrés Bonifacio fonde le Katipunan, une société secrète aspirant à l'indépendance face aux Espagnols. L'armée révolutionnaire philippine s'engage alors en 1896 dans un conflit contre l'Espagne qui dura jusqu'au 12 juin 1898 et qui aboutit à l'indépendance du pays. L'armée de la toute jeune république fait ensuite face à l'invasion des États-Unis de 1899 qui se termine par la  dissolution de la république en 1901 et l'occupation américaine jusqu'en 1945. C'est en 1935, lors de l'instauration du Commonwealth des Philippines, que renaît l'armée philippine intégré aux United States Army Forces in the Far East. Elle fait face à l'invasion japonaise de 1941 sous le commandement du général Mac Arthur. Son premier déploiement sous l'autorité de la République des Philippines a lieu en 1950, au sein du contingent des Nations Unies, durant la guerre de Corée.
L'Armée de terre philippine compte en 2019 environ 101 000 hommes et est notamment engagée dans la lutte contre les insurrections islamiques et communistes dans le sud de l'archipel.
En 2018, quarante-quatre des quatre-vingt-dix-huit bataillons de l’armée philippine sont basés à Mindanao afin de neutraliser les insurgés.
Elle encadre également une force paramilitaire fondé en 1987, la Citizen Armed Force Geographical Unit.

### Force aérienne

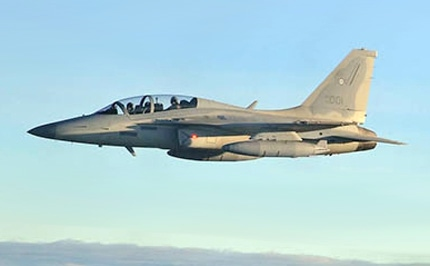
Un FA-50PH

Fondée en 1935 sous le nom de Philippine Army Air Corps (PAAC), l'armée de l'air philippine connaît un développement rapide sous la tutelle des États-Unis mais se révéla insuffisamment préparée à l'invasion japonaise de 1941. Elle change de nom en 1947 et devient la Philippine Air Force (PAF). Bien équipée (principalement d'appareils américains de seconde main) jusqu'au début des années 90, elle connaît alors un rapide déclin jusqu’à ne plus disposer, entre 2005 et 2015, d'appareils de défense aérienne (date à laquelle les Northrop F-5 Freedom Fighter ont été retirés du service). Cependant, 2016 marque le renouveau de l'armée de l'air philippine avec les premières livraisons d'un total de douze FA-50PH neufs.

### Marine

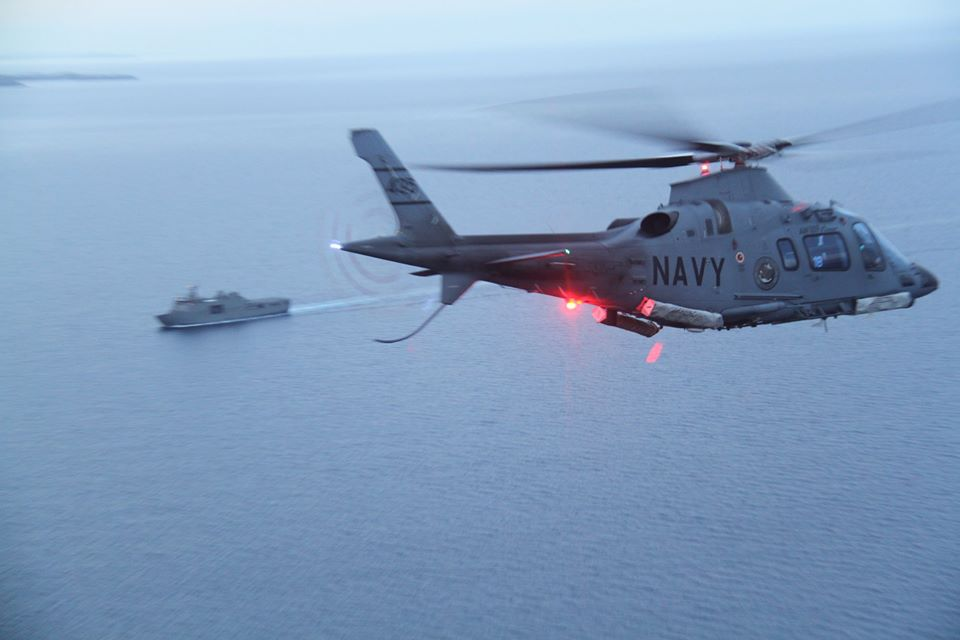
Un AW109 approchant un LPD de classe Tarlac

La marine philippine est fondée en 1898 durant la guerre indépendance contre l'Espagne et ne compte alors quelques bâtiments à vapeur saisit aux espagnols. Elle connait surtout un développement important après la seconde guerre mondiale en s'équipant de navires américains de seconde main mais perd progressivement en moyens et en capacités au fil des années, les navires retirés du service n'étant pas systématiquement remplacés.
Jusqu'en 2015 la marine philippine était relativement faible par rapport à ses voisines avec aucun bâtiment équipé de missiles anti-navires, anti-aérien ou de système anti-sous-marin. C'est à partir de 2015 que sa modernisation s’accélère avec les commandes de navires et d'hélicoptères neufs. Sa première frégate lance-missiles, de la classe Jose Rizal construite en Corée du Sud, entre en service en 2020.
Elle comprend par ailleurs un corps de Marines.

## Industrie de défense

### Le Governement Arsenal
Les Philippines disposent d'une capacité de production de munitions et d'armes de petit calibres : le Governement Arsenal a été créé en 1957 et est rattaché au département de la Défense nationale (DND).

### Industrie navale
La base navale de Cavite abrite le Cavite Naval Shipyard qui dispose d'une capacité de production de navires de faibles tonnages. Il a été modernisé dans le cadre du contrat passé avec Israël pour la construction de 3 patrouilleurs de type Shaldag.
Des industriels navals philippins privés se sont aussi vu attribués des contrats à l'image Propmech Corp. Les patrouilleurs des classes Kagitingan, Jose Andrada et MPCA (Multipurpose Assault Craft) ont ainsi été en partie construits aux Philippines.
Le navire de la Marine le plus important construit aux Philippines, avec un déplacement de 579 tonnes, reste le BRP Tagbanua (LC-296) par Philippine Iron Construction and Marine Works à Jasaan. Il entra en service en 2011. Le BRP Manobo (LC-297) construit par un autre chantier naval philippin entre en service la même année en remplacement d'un Landing Craft Mk.6.

### Industrie aéronautique
Dans le domaine de l'aviation, Aerotech Industries Philippines participe à la maintenance des appareils de la force aérienne, développa une version d'attaque au sol du SIAI Marchetti S.211 et participa à l'assemblage de 18 SF.260 achetés en 2011. De plus, la Philippine Aerospace and Development Corporation a été rattachée au département de la Défense nationale en 2019 dans le cadre du programme d'autonomie en matière de défense (Self-Reliant Defense Posture - SRDP).

### Industrie terrestre
Anos Research Manufacturing, une société spécialisée dans la construction de fourgons d'incendie, s'est lancé dans la production de véhicules blindés légers dans les années 2020, en coopération avec la société turque Cukurova Defense.

## Propriétés immobilières
Les propriétés immobilières du département de la Défense nationale (DND) sont gérées par une agence gouvernementale : la Bases Conversion and Development Authority ou BCDA. Créée en 1992 sous la présidence de Corazon C. Aquino, elle est chargée de convertir d'anciennes bases ou terrains pour le secteur privé; à l'image de Bonifacio Global City ou New Clark City. Entre 1993 et 2020, la BCDA a reversé 49 milliards de PHP (entre 900 millions et 1 milliard de $) au DND.
Le terminal 3 de l'aéroport international Ninoy Aquino est situé sur un terrain de 61 ha appartement à la BCDA. Le premier bail de 25 ans est arrivé à échéance en 2024 et a été formellement renouvelé en mars 2025, avec un loyer de 489 millions de PHP par an (contre 180 millions anciennement).

## L'AFP Modernization Plan

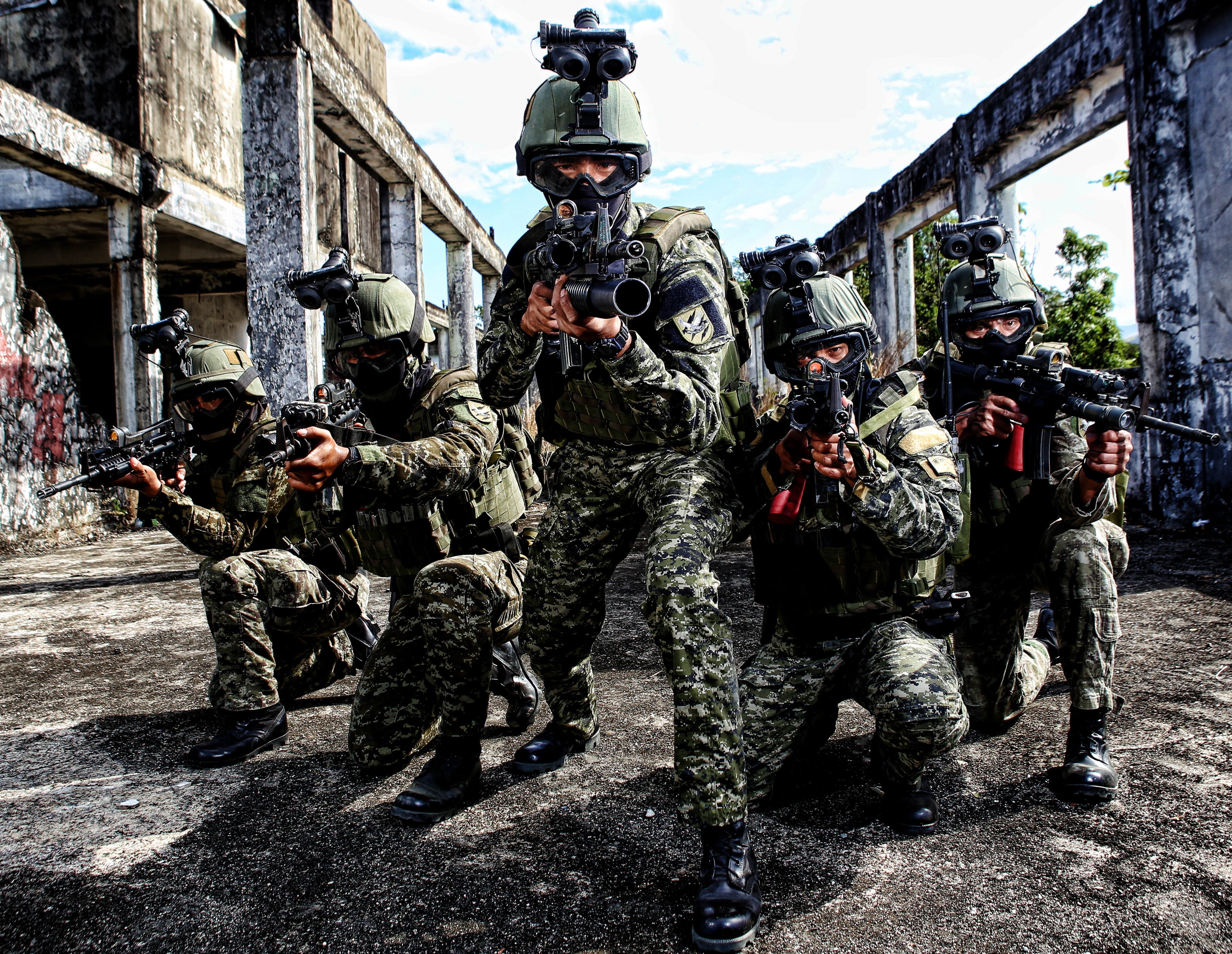
Des membres du Light Reaction Regiment en 2017, une unité spéciale formée en 2004.

Le programme de modernisation des forces armées des Philippines a été créé sous la présidence de Fidel V. Ramos le 23 février 1995 (décret No. 7898). La crise financière asiatique de 1997 stoppa cependant le projet qui fut relancé en décembre 2012 par le président Benigno Aquino III.
Il se divise en trois périodes, appelées Horizons, de 2013 à 2028.

### Horizon 1
Les principales acquisitions de l'horizon 1 (2013 à 2017), sous la présidence de Benigno Aquino III, sont :
| Pour la marine : - 2 frégates légères de classe Jose Rizal - 2 LPD de classe Tarlac - 2 hélicoptères AW159 Wildcat - 5 hélicoptères AW109 - 6 navires d'attaque rapide MPAC Mk. III | Pour l'armée de l'air : - 12 FA50PH - 6 Super Tucano - 3 CASA C295 - 3 radars de surveillance aérienne à Elta Systems - 2 Lockheed C-130T - 8 hélicoptères Bell 412P - 8 hélicoptères AW109 | Pour l'armée de terre : - Modernisation des M113 - RPG-7 - 2 batteries de canon de 155 mm à Elbit Systems - Plus de 200 camions 6x6 KIA KM-250 - Plus de 800 fusils de précision SIG Sauer SIG716 (7,62 mm) |

### Horizon 2
Les acquisitions les plus importantes de l'horizon 2 (2017 à 2022), sous la présidence de Rodrigo Roa Duterte, sont : 
Pour la marine :
- 2 frégates d'un déplacement de 3100 tonnes à HHI
- Modernisation des navires de classe Jacinto et classe Gregorio del Pilar
- Transfert de 2 corvettes de classe Pohang
- 9 patrouilleurs rapides de classe Shaldag
- 3 batteries de missiles BrahMos censés être opérationnel en 2024[12].

Pour l'armée de l'air :
- 3 CASA C295 supplémentaires
- 2 Lockheed C-130H supplémentaires
- 5 Lockheed C-130J Super Hercules neufs
- 3 batteries de missiles sol-air SPYDER
- 4 radars de surveillance aérienne à Mitsubishi Electric (trois J/FPS-3 et un J/TPS-P14)[13]
- 48 PLZ S-70i Black Hawk
- 6 hélicoptères d'attaque TAI T-129 ATAK livrés à partir de mars 2022[14]

Pour l'armée de terre :
- 18 chars moyens et 2 véhicules de commandement Sabrah ASCOD 2 et 10 blindés légers Pandur II, équipés de la tourelle Sabrah armée d'un canon de 105mm à Elbit Systems[15]
- 28 véhicules de transport de troupes Iveco VBTP-MR à Elbit Systems[16]
- 2 batteries de canons automoteurs de 155mm ATMOS 2000
- Modernisation de tourelles sur 6 ACV-15 par FNSS

### Horizon 3
La liste d'acquisitions l'horizon 3 courant de 2023 à 2028 ne sera confirmée qu'à l'approche de 2022 et sera soumise à l'approbation du président nouvellement élu.
Le Japon annonce livrer un nombre non déterminé d'hélicoptères utilitaires Fuji-Bell UH-1J pour l'aviation légère de l'armée de terre vers 2024/2025.

## Culture populaire
Des F-5 Freedom Fighter et Marchetti S.211 de la PAF apparaissent dans le film McBain (1991).
Les UH-1 Huey utilisés dans le film Apocalypse Now (1979), tourné aux Philippines, sont ceux de la PAF.
En 2019, les Forces Spéciales (Special Forces Regiment, Philippines) ont assuré l'intensif entraînement militaire et sportif des acteurs de la série philippine Descendants of the Sun: The Philippine Adaptation , remake avec Dingdong Dantes et Jennylyn Mercado, Rocco Nacino, Prince Clemente. La série originale ‘Descendants of the Sun’ créée par la Corée du Sud s'inspire des soldats coréens du ROK Special Warfare Command, et a eu un succès retentissant dans toute l'Asie. L'acteur sud-coréen Song Joong-ki est ainsi devenu l'acteur le plus populaire de Chine. Le succès est tel que le Ministère de la Sécurité publique de Chine met en garde contre les "risques survenus (violence familiale, divorce, chirugie esthétique)" en regardant trop des séries coréennes. 
En avril 2019, l'acteur Matteo Guidicelli de la chaîne de télévision Kapamilya Channel du groupe ABS-CBN Corporation, s'est engagé dans l'armée philippine comme réserviste et est lieutenant. Le Manila Bulletin cite quelques célébrités des forces armées : l'acteur Ronnie Liang, l'acteur David Chua et Stanley Ng président de Philippine Airlines, l'acteur Dingdong Dantes capitaine de corvette (lieutenant commander) dans la Marine philippine, l'acteur Rocco Nacino également dans la Marine, les acteurs JM De Guzman et Kiko Estrada et Christopher de Leon. 